# Styx (együttes)
A Styx egy hard/progresszív/arena/pop/soft rock együttes. 1972-ben alakultak Chicagóban. Az "alapító atyákat", Chuck és John Panozzót már 12 évesen érdekelte a zene. Meghívták 14-éves szomszédjukat, Dennis DeYoung-ot és megalapították saját együttesüket, akkor még Tradewinds néven. Ez a társulat volt a Styx elődje, 1972-ben változtatták meg a nevüket. Első nagylemezüket ekkor jelentették meg. Első nyolc lemezükön progresszív és hard rockot játszottak, a kilencedik albumukkal kezdve viszont áttértek a soft/pop rock műfajokra (habár a pop rock hangzás már a "The Grand Illusion" albumukon is hallható volt). 2017-es és 2021-es albumaik újra progresszív rock hangzásúak.

## Tagok

### Jelenlegi tagok
- Chuck Panozzo – basszusgitár, háttérvokál (1972-1984, 1990-1991, 1995-napjainkig)
- James "J.Y." Young – gitár, ének és háttérvokál  (1972-1984, 1990-1991, 1995-napjainkig)
- Tommy Shaw – gitár, ének és háttérvokál (1975-1984, 1995–napjainkig)
- Todd Sucherman –  dobok, ütős hangszerek(1995–napjainkig)
- Lawrence Gowan – ének és háttérvokál,  billentyűs hangszerek(1999–napjainkig)
- Terry Gowan – basszusgitár, háttérvokál, gitár(2024-)
- Will Evanovich – gitár, háttérvokál(2021-)

### Korábbi tagok
- Dennis DeYoung – ének és háttérvokál,  billentyűs hangszerek (1972–1984, 1990-1991, 1995-1999)
- John Panozzo – dobok, ütős hangszerek(1972–1984, 1990-1991)
- John "J.C." Curulewski – gitár, ének és háttérvokál (1972–1975)
- Glen Burtnik – gitár, ének és háttérvokál (1990–1991); basszusgitár, ének és háttérvokál, gitár(1999–2003)

## Diszkográfia
Stúdióalbumok
- Styx (1972)
- Styx II (1973)
- The Serpent is Rising (1973)
- Man of Miracles (1974)
- Equinox (1975)
- Crystal Ball (1976)
- The Grand Illusion (1977)
- Pieces of Eight (1978)
- Cornerstone (1979)
- Paradise Theatre (1981)
- Kilroy Was Here (1983)
- Edge of the Century (1990)
- Brave New World (1999)
- Cyclorama (2003)
- Big Bang Theory (2005)
- The Mission (2017)
- Crash of the Crown (2021)
- Circling from Above (2025)